# Пироженко, Виталий Геннадьевич
Виталий Геннадьевич Пироженко (13 августа 1962) — киргизский футболист, выступавший на всех позициях в поле.

## Биография
В советский период не выступал в соревнованиях мастеров.
После образования независимого чемпионата Кыргызстана 29-летний футболист присоединился к команде «СКА-Достук» (Сокулук) и в её составе стал серебряным призёром чемпионата 1992 года. Затем несколько лет выступал за середняков высшей лиги бишкекские «Шумкар-СКИФ» и «Ротор». Дважды забивал более 10 голов за сезон, лучший личный результат — 14 голов в 1994 году в составе «Шумкара». В 1997 году перешёл в бишкекское «Динамо», с которым в том же сезоне завоевал чемпионский титул. В конце карьеры выступал за «СК Свердловского РОВД» (позднее — «Полёт»), в его составе дважды, в 1999 и 2000 годах, становился бронзовым призёром чемпионата. В последние годы карьеры играл на позиции либеро.
Всего в высшей лиге Кыргызстана сыграл 162 матча и забил 53 гола.
Помимо большого футбола, выступал в мини-футболе, является мастером спорта Кыргызстана в этом виде спорта.